# Переходовка
Переходовка (укр. Переходівка) — село в Нежинском районе Черниговской области Украины. Население 264 человека. Занимает площадь 0,886 км².
Код КОАТУУ: 7423388502. Почтовый индекс: 16630. Телефонный код: +380 4631.

## Власть
Орган местного самоуправления — Стодольский сельский совет. Почтовый адрес: 16630, Черниговская обл., Нежинский р-н, с. Стодолы, ул. Ленина, 1.